# (1519) Kajaani
(1519) Kajaani – planetoida z pasa głównego asteroid okrążająca Słońce w ciągu 5 lat i 192 dni w średniej odległości 3,12 au. Została odkryta 15 października 1938 roku w Obserwatorium Iso-Heikkilä w Turku przez Yrjö Väisälä. Nazwa planetoidy pochodzi od Kajaani, miasta w Finlandii. Przed nadaniem nazwy planetoida nosiła oznaczenie tymczasowe (1519) 1938 UB.